# Пяткин, Василий Гаврилович
Василий Гаврилович Пяткин (1780—1847) — генерал-лейтенант русской императорской армии, участник Русско-турецкой, Русско-шведской, Отечественной войн и Заграничных походов русской армии. Брест-Литовский комендант и Астраханский губернатор.

## Биография
Родился в 1780 году в дворянской семье в Симбирской губернии.
На военной службе с 1798 года. В 1799 году получил чин прапорщика. С 1807 года участвовал в Русско-турецкой войне как поручик 26-го егерского полка.
С 1808 по 1809 год — участник Русско-шведской войны. О его действиях в бою со шведами записано в формуляре от 28 июля 1808 года: «Командуя всеми стрелками, мужеством своим и особенным усердием выгнал неприятельские пикеты и стрелков и занял назначенную позицию, отколь можно было действовать артиллерии» и 5 августа 1808 года: «Во время атаки неприятеля командирован был со стрелками и, распоряжаясь оными с особенным искусством, мужеством своим подавал пример нижним чинам и много способствовал к удержанию неприятеля, имевшего намерение обойти левый фланг»За отличие произведён был в капитаны и пожалован орденами Св. Анны 4-й степени, Св. Владимира 4-й степени с бантом и Золотой шпагой с надписью «За храбрость»:
За храбрость и геройство в бою с неприятельской армией
Участвовал в Отечественной войне 1812 года, был адъютантом генерала Н. Н. Раевского. Находясь в чине майора, во время Бородинской битвы Пяткин состоял дежурным офицером 7-го пехотного корпуса генерал-лейтенанта Н. Н. Раевского. Отличился в сражение при Салтановке, Смоленске и Малоярославце, во время которого был тяжело ранен; 12 октября 1812 года за храбрость был награждён орденом Св. Георгия 4-й степени:
За то, что ввёл в дело наших стрелков, которых он разделил на части и, доведя на ближайшую дистанцию к неприятельским стрелкам, ударил по оным в штыки, сбил из занимаемых ими засад и очистил место к действию наших орудий; когда же, наконец, усилившимся неприятелем наши стрелки приведены были в расстройство, остановя, собрал их и примерною своей храбростью поощрил кинуться вперед и прогнать неприятеля под прикрытие их батарей
С 1813 по 1814 год участвовал в Заграничных походах русской армии, изгнании наполеоновских войск за пределы России, последующих походах русской армии до Парижа и разгроме Наполеона.
С 1816 по 1821 год полковник В. Г. Пяткин командовал 49-м егерским полком. В 1821 году произведён в генерал-майоры.
С 1822 года был назначен начальником 6-го округа Внутренней стражи и НШ Отдельного корпуса Внутренней стражи. С 1830 года Высочайшим повелением В. Г. Пяткин был назначен Астраханским губернатором. В 1833 году произведён в генерал-лейтенанты.
С 1839 по 1846 год был Брест-Литовским комендантом.
Выйдя в отставку в 1846 году, В. Г. Пяткин получил от императора Николая I поместье Кленково в Клинском уезде Московской губернии, где и жил до самой смерти и был похоронен. Скончался в ночь с 12 на 13 (25) января 1847 года от паралича; 17 января в Казанской церкви села Кленково состоялось отпевание. Над его могилой жена Евгения Александровна и дети установили памятник, частично сохранившийся до нашего времени. Памятник был необычен, он представлял собою конструкцию, повторявшую верхнюю часть стоявшего рядом Казанского храма. Но стены усыпальницы напоминали красный кирпичный фрагмент Брестской крепости, первым комендантом которой он был.

## Интересные факты
В. Г. Пяткин был хорошо известен в творческой среде. О нём знал или слышал А. С. Пушкин, упомянувший его в шутливом стихотворении, написанном совместно с П. А. Вяземским:
«…Надо помянуть:

Господ: Чулкова, Носкова,

Башмакова, Сапожкова,

Да при них генерала Пяткина

И князя Ростовского-Касаткина…»
В 1877 году генерал Пяткин упоминается и в публикации Н. И. Второва «Мысли о чужих краях».